# 格林鎮區 (印地安納州聖約瑟夫縣)
格林鎮區（英語：Greene Township）是位於美國印地安納州聖約瑟夫縣的一個行政鎮區。

## 地方資料
根據2010年美國人口普查的數據，格林鎮區的面積為89.54平方千米，當中陸地面積為88.66平方千米，而水域面積為0.88平方千米。當地共有人口3040人，而人口密度為每平方千米33.95人。